# Cyclopogon congestus
Cyclopogon congestus là một loài thực vật có hoa trong họ Lan. Loài này được (Vell.) Hoehne mô tả khoa học đầu tiên năm 1945.